# Ліон
Ліо́н (фр. Lyon, арп. Liyon, лат. Lugdunum) — місто та муніципалітет у Франції, адміністративний центр департаменту Рона та регіону Овернь-Рона-Альпи, другого за населенням регіону країни (після столичного регіону Іль-де-Франс). Третє за населенням місто Франції (після Парижа і Марселя), великий діловий центр країни. Чисельність населення міста — 513 275 осіб, міської агломерації — 2 291 763 осіб (2015).
Муніципалітет розташований за 400 км на південний схід від Парижа.

## Географія
Місто розташоване на злитті річок Рона та Сона. Перші поселення були збудовані на західному березі річки Сона. Зараз у цьому місці знаходиться історична стара частина міста, яка входить до переліку Світової спадщини ЮНЕСКО. На півострові, у місці злиття річок, розташована одна з найбільших площ Європи — Площа Белькур. На схід від річки Рона збудовані нові квартали міста. У західній, заможнішій частині, міста розташований один з найбільших парків Європи — Парк-де-ля-Тет-д'Ор. Тут також знаходиться штаб-квартира Інтерполу. Ліон був першим містом, де з'явилася фондова біржа і перший чек. В усьому світі місто також відоме своїм кулінарним мистецтвом.

### Клімат
Ліон має вологий субтропічний клімат (Cfa за класифікацією кліматів Кеппена), хоча й має деякі риси океанічного клімату (Cfb). Найвища температура (40,5 °C) зареєстрована 13 серпня 2003 року, тоді як найнижча температура (-24,6 °C) зафіксована 22 грудня 1938 року.
| Клімат Ліона (1981—2010), екстремуми — з 1920 року | Клімат Ліона (1981—2010), екстремуми — з 1920 року | Клімат Ліона (1981—2010), екстремуми — з 1920 року | Клімат Ліона (1981—2010), екстремуми — з 1920 року | Клімат Ліона (1981—2010), екстремуми — з 1920 року | Клімат Ліона (1981—2010), екстремуми — з 1920 року | Клімат Ліона (1981—2010), екстремуми — з 1920 року | Клімат Ліона (1981—2010), екстремуми — з 1920 року | Клімат Ліона (1981—2010), екстремуми — з 1920 року | Клімат Ліона (1981—2010), екстремуми — з 1920 року | Клімат Ліона (1981—2010), екстремуми — з 1920 року | Клімат Ліона (1981—2010), екстремуми — з 1920 року | Клімат Ліона (1981—2010), екстремуми — з 1920 року | Клімат Ліона (1981—2010), екстремуми — з 1920 року |
| Показник                                           | Січ.                                               | Лют.                                               | Бер.                                               | Квіт.                                              | Трав.                                              | Черв.                                              | Лип.                                               | Серп.                                              | Вер.                                               | Жовт.                                              | Лист.                                              | Груд.                                              | Рік                                                |
| Абсолютний максимум, °C                            | 19,1                                               | 21,9                                               | 25,7                                               | 30,1                                               | 34,2                                               | 38,4                                               | 39,8                                               | 40,5                                               | 35,8                                               | 28,4                                               | 23,0                                               | 20,2                                               | 40,5                                               |
| Середній максимум, °C                              | 6,4                                                | 8,4                                                | 13,0                                               | 16,3                                               | 20,8                                               | 24,6                                               | 27,7                                               | 27,2                                               | 22,7                                               | 17,4                                               | 10,8                                               | 7,1                                                | 16,9                                               |
| Середня температура, °C                            | 3,4                                                | 4,8                                                | 8,4                                                | 11,4                                               | 15,8                                               | 19,4                                               | 22,1                                               | 21,6                                               | 17,6                                               | 13,4                                               | 7,5                                                | 4,3                                                | 12,5                                               |
| Середній мінімум, °C                               | 0,3                                                | 1,1                                                | 3,8                                                | 6,5                                                | 10,7                                               | 14,1                                               | 16,6                                               | 16,0                                               | 12,5                                               | 9,3                                                | 4,3                                                | 1,6                                                | 8,1                                                |
| Абсолютний мінімум, °C                             | −23                                                | −22,5                                              | −10,5                                              | −4,4                                               | −3,8                                               | 2,3                                                | 6,1                                                | 4,6                                                | 0,2                                                | −4,5                                               | −9,4                                               | −24,6                                              | −24,6                                              |
| Середня кількість сонячних годин на місяць         | 73,9                                               | 101,2                                              | 170,2                                              | 190,5                                              | 221,4                                              | 254,3                                              | 283,0                                              | 252,7                                              | 194,8                                              | 129,6                                              | 75,9                                               | 54,5                                               | 2001,9                                             |
| Норма опадів, мм                                   | 47.2                                               | 44.1                                               | 50.4                                               | 74.9                                               | 90.8                                               | 75.6                                               | 63.7                                               | 62.0                                               | 87.5                                               | 98.6                                               | 81.9                                               | 55.2                                               | 831.9                                              |
| Днів з опадами                                     | 9,0                                                | 7,8                                                | 8,4                                                | 9,3                                                | 11,3                                               | 8,4                                                | 6,9                                                | 7,1                                                | 7,6                                                | 10,2                                               | 9,0                                                | 9,1                                                | 104,1                                              |
| Днів зі снігом                                     | 5,5                                                | 3,9                                                | 2,5                                                | 1,1                                                | 0,0                                                | 0,0                                                | 0,0                                                | 0,0                                                | 0,0                                                | 0,0                                                | 2,0                                                | 4,6                                                | 19,6                                               |
| Вологість повітря, %                               | 84                                                 | 80                                                 | 74                                                 | 71                                                 | 72                                                 | 70                                                 | 65                                                 | 70                                                 | 76                                                 | 82                                                 | 84                                                 | 86                                                 | 76.2                                               |
| -------------------------------------------------- | -------------------------------------------------- | -------------------------------------------------- | -------------------------------------------------- | -------------------------------------------------- | -------------------------------------------------- | -------------------------------------------------- | -------------------------------------------------- | -------------------------------------------------- | -------------------------------------------------- | -------------------------------------------------- | -------------------------------------------------- | -------------------------------------------------- | -------------------------------------------------- |
| Джерело: Météo France                              |                                                    |                                                    |                                                    |                                                    |                                                    |                                                    |                                                    |                                                    |                                                    |                                                    |                                                    |                                                    |                                                    |

## Історія
Ліон був заснований як римська колонія одним з помічників Юлія Цезаря в 43 до н. е. під назвою Лугдунум. Вигідне розташування міста на злитті двох судноплавних річок привернуло увагу римлян, які почали будувати мережу доріг, які сполучали Рим з Галлією. Місто швидко стало столицею Галлії, тут народилися два римські імператори — Клавдій та Каракалла. Галлія займала важливе місце в історії Франції — навіть зараз ліонського архієпископа називають «Примас Галльський». Деякі з перших християн міста переслідувалися римлянами та за свої страждання були долучені до лику святих.
У ранньому Середньовіччі та пізніше відчувалося суперництво між Парижем і Ліоном за право впливу на цілу країну. Уже в 15 сторіччі Ліон став економічним центром країни. Тут швидко зростали підприємства, банківська справа, ремісництва. Поступово Ліон не тільки став головним банківським центром країни, але в місті виникли нові мануфактури, стрімко розвивалася торгівля з Італією. Завдяки торгівлі шовком місто поступово перетворилося на важливий промисловий центр країни в 19 сторіччі.
Саме тут брати Люм'єр винайшли кінематограф у 1895 році.
Під час Другої світової війни в місті діяв рух опору проти німецької окупації.

## Визначні місця
- Базиліка Нотр-Дам-де-Фурв'єр
- Кафедральний собор Івана Хрестителя

## Культура

### Театри
- Ліонська національна опера

Ліонська національна опера

- Ліонський муніципальний театр «Гіньйоль»
- Національний народний театр
- Театр Селестен
- Театр Комеді де Ліон

### Музеї
- Ліонський музей красних мистецтв
- Музей тканин та декоративно-вжиткового мистецтва
- Африканський музей
- Галло-римський музей

### Бібліотеки
- Ліонська міська бібліотека

## Заклади освіти
- Університет Жана Мулена Ліон 3
- Національна музична консерваторія в Ліоні

## Демографія
Динаміка населення (Insee ·  і Cassini ):
Розподіл населення за віком та статтю (2006):
| Стать | Всього  | До 15 років | 15-24  | 25-44  | 45-64  | 65-85  | Понад 85 |
| --- | ------- | ----------- | ------ | ------ | ------ | ------ | -------- |
| Чоловіки | 219 255 | 35 618      | 39 510 | 73 977 | 44 900 | 22 422 | 2828     |
| Жінки | 253 039 | 35 141      | 49 286 | 74 119 | 51 009 | 35 854 | 7630     |
| \| Статево-вікова піраміда \| Статево-вікова піраміда \| Статево-вікова піраміда \| \| ----------------------- \| ----------------------- \| ----------------------- \| \| Чоловіки \| Вік \| Жінки \| \| 2828 \| 85 + \| 7630 \| \| 4154 \| 80-84 \| 8562 \| \| 5472 \| 75-79 \| 9820 \| \| 6346 \| 70-74 \| 9221 \| \| 6450 \| 65-69 \| 8251 \| \| 8846 \| 60-64 \| 10 122 \| \| 12 037 \| 55-59 \| 13 352 \| \| 11 622 \| 50-54 \| 13 539 \| \| 12 395 \| 45-49 \| 13 996 \| \| 14 081 \| 40-44 \| 14 605 \| \| 16 396 \| 35-39 \| 15 975 \| \| 20 542 \| 30-34 \| 19 296 \| \| 22 958 \| 25-29 \| 24 243 \| \| 23 917 \| 20-24 \| 31 107 \| \| 15 593 \| 15-20 \| 18 179 \| \| 10 475 \| 10-14 \| 10 562 \| \| 11 081 \| 5-9 \| 11 285 \| \| 14 062 \| 0-4 \| 13 294 \| |         |             |        |        |        |        |          |
| Статево-вікова піраміда |         |             |        |        |        |        |          |
| Чоловіки | Вік     | Жінки       |        |        |        |        |          |
| 2828 | 85 +    | 7630        |        |        |        |        |          |
| 4154 | 80-84   | 8562        |        |        |        |        |          |
| 5472 | 75-79   | 9820        |        |        |        |        |          |
| 6346 | 70-74   | 9221        |        |        |        |        |          |
| 6450 | 65-69   | 8251        |        |        |        |        |          |
| 8846 | 60-64   | 10 122      |        |        |        |        |          |
| 12 037 | 55-59   | 13 352      |        |        |        |        |          |
| 11 622 | 50-54   | 13 539      |        |        |        |        |          |
| 12 395 | 45-49   | 13 996      |        |        |        |        |          |
| 14 081 | 40-44   | 14 605      |        |        |        |        |          |
| 16 396 | 35-39   | 15 975      |        |        |        |        |          |
| 20 542 | 30-34   | 19 296      |        |        |        |        |          |
| 22 958 | 25-29   | 24 243      |        |        |        |        |          |
| 23 917 | 20-24   | 31 107      |        |        |        |        |          |
| 15 593 | 15-20   | 18 179      |        |        |        |        |          |
| 10 475 | 10-14   | 10 562      |        |        |        |        |          |
| 11 081 | 5-9     | 11 285      |        |        |        |        |          |
| 14 062 | 0-4     | 13 294      |        |        |        |        |          |

## Економіка
2010 року серед 341 228 осіб працездатного віку (15—64 років) 246 680 були активними, 94 548 — неактивними (показник активності 72,3%, у 1999 році було 68,2%). З 246 680 активних мешканців працювало 217 286 осіб (109 427 чоловіків та 107 859 жінок), безробітними було 29 394 (14 719 чоловіків та 14 675 жінок). Серед 94 548 неактивних 57 635 осіб було учнями чи студентами, 15756 — пенсіонерами, 21157 були неактивними з інших причин.

У 2010 в муніципалітеті нараховувалось 221797 оподаткованих домогосподарств, у яких проживали 451355,5 особи, медіана доходів виносила 21 154 євро на одного особоспоживача.

## Транспорт
З аеропорту Ліон–Сент-Екзюпері, що розташований на схід від Ліона, здійснюються внутрішні і міжнародні рейси. Аеропорт є транспортним вузлом для всього регіону Рона-Альпи, з автобусним сполученням з іншими містами цього регіону. Від залізничної станції Ліон–Сент-Екзюпері курсують потяги загальнонаціональною мережею TGV. Трамвайна монополія Rhônexpress сполучає аеропорт з діловим кварталом Пар-Дьє менш ніж за 30 хвилин де є пересадки на метро ліній A & B, трамваїв T1, T3 & T4 та автобусні маршрути. Оператор громадського транспорту міста Ліон Sytral не пропонує послуги, попри автобусне сполучення, що курсує до прилеглого передмістя. Регулярна ціна громадського транспорту становить 1,90 євро, на відміну від 15 євро в одну сторону для Rhonexpress. У передмісті Брон діє менший аеропорт Авіації загального призначення Ліон-Брон.
Також працює трамвай-поїзд, що сполучає вокзал Ліон-Сен-Поль з містами Сен-Бель та Бриньє.
Ліон обслуговує дві основні залізничні станції: Ліон-Пар-Дьє, яка була побудована для обслуговування TGV, і Ліон-Перраш, старіша станція, яка зараз забезпечує переважно регіональні потяги. Менші залізничні станції: Ліон-Горж-де-Лу, Ліон-Вез, Венісьє, Ліон-Сен-Поль і Ліон-Жан-Масе. Ліон був першим містом, який отримав сполучення з Парижем через TGV в 1981 році. З цього часу мережа поїздів TGV розширилася і сполучає Ліон безпосередньо з Перпіньяном, Тулузою, Ніццою, Марселем, Страсбургом, Нантом і Ліллем. Міжнародні поїзди курсують безпосередньо до Мадрида, Барселони, Мілана, Турина, Женеви, Франкфурта, Люксембургу, Брюсселя та Лондона.
Місто розташоване на перетині декількох автомобільних доріг: А6 (до Парижу); A7 (до Марселя); A42 (до Женеви); та A43 (до Гренобля).
Мережа громадського транспорту в Ліоні складається з метро, трамваїв, тролейбусів, фунікулерів та автобусів.

## Спорт

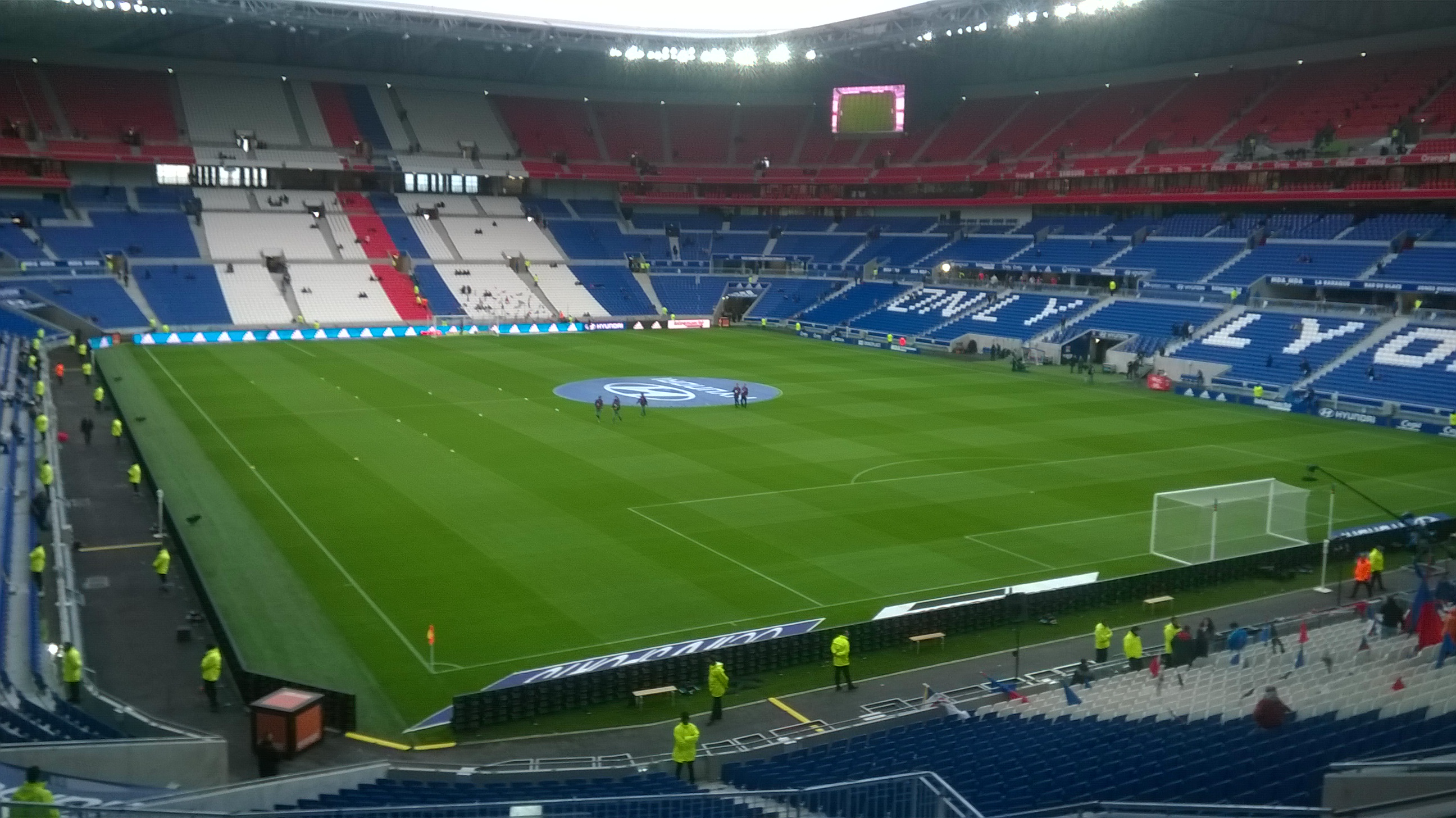
Cтадіон «Парк Олімпік Ліонне»

У місті базується футбольний клуб «Олімпік», який виступає в Лізі 1, найвищому дивізіоні в системі футбольних ліг Франції. Домашня арена — стадіон «Парк Олімпік Ліонне» у Десін-Шарп'є, східному передмісті Ліона (59 186 глядачів). Ця арена приймала матчі Євро-2016. 65 років (до 2016 року) домашньою ареною «Олімпіка» був стадіон «Жерлан» (41 044 глядачів). «Жерлан» приймав матчі чемпіонату Європи 1984 та чемпіонату світу 1998.
У Ліоні також базується однойменний регбійний клуб. З 2017 року домашньою ареною клубу є стадіон «Жерлан», місткість якого зменшена до 25 000 глядачів.
Інші види спорту: хокейний клуб «Ліон» бере участь у матчах французької національної хокейної ліги. Домашньою ареною клубу є «Ковзанка Шарлемань», де також базується «Club des Sports de Glace de Lyon», клуб олімпійських чемпіонів з танців на льоду Марини Анісіної і Гвендаля Пейзера, а також чемпіонів світу Ізабель Делобель і Олів'є Шонфельдера.

## Народилися
- Клотільда Бургундська (474—545) — королева Королівства бургундів та друга дружина засновника франкського королівства Хлодвіга І.
- П'єр Пуавр (1719—1786) — французький ботанік, дипломат і політичний діяч
- Жозеф-Марі Пернеті (1766—1856) — французький генерал, учасник Наполеонових війн
- Антуан Бальпетре (1898—1963) — французький театральний та кіноактор.
- Антуан де Сент-Екзюпері (1900—1944) — французький письменник, авіатор.
- Моріс Жарр (1923—2009) — французький композитор.
- Марк Рібу (1923—2016) — французький фотограф, фотокореспондент.
- Жорж Жере (1924—1996) — французький актор театру, кіно та телебачення
- Жак Дере (1926—2003) — французький кінорежисер і сценарист
- Бертран Таверньє (1941—2021) — французький кінорежисер, сценарист, продюсер і актор
- Бернар Фарсі (* 1949) — французький актор театру та кіно.
- Крістіна Паскаль (1953—1996) — французька і швейцарська акторка, кінорежисерка і сценаристка
- Фредерік Дюфур (* 1976) — французький веслувальник, олімпійський медаліст.

## Галерея

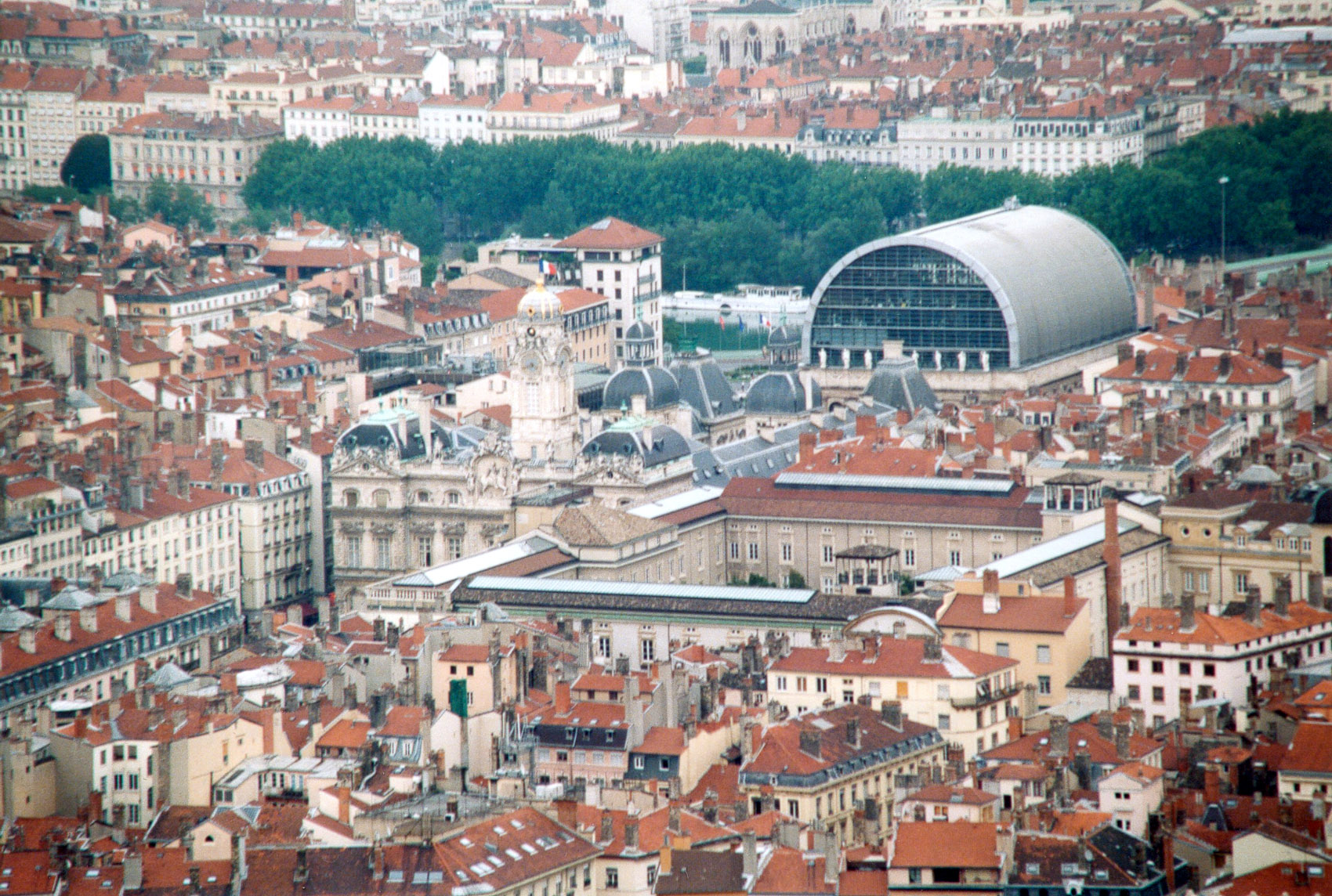
L'hôtel de ville et l'Opéra vus depuis la colline de Fourvière.
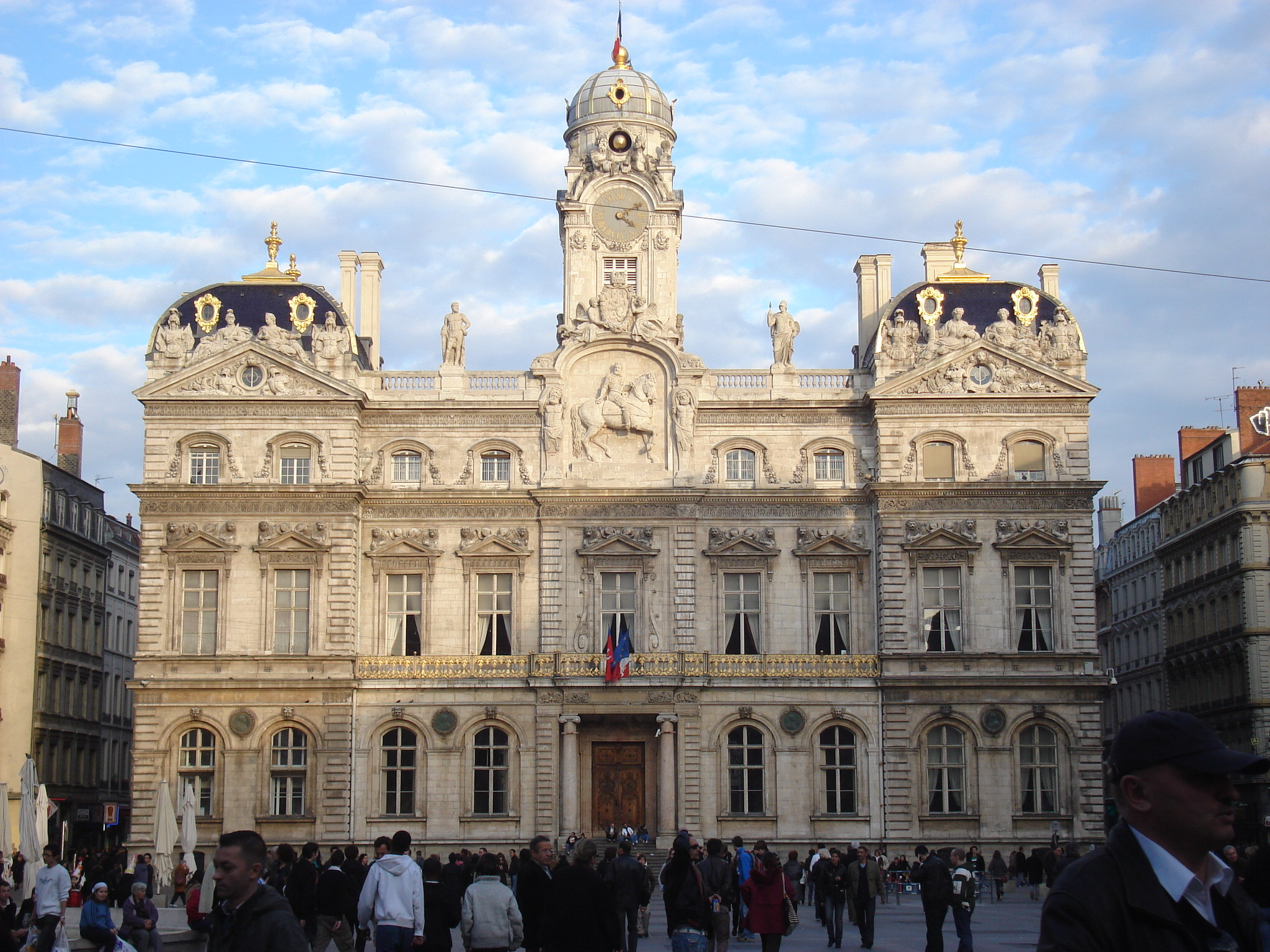
Отель trônant sur la place des Terreaux
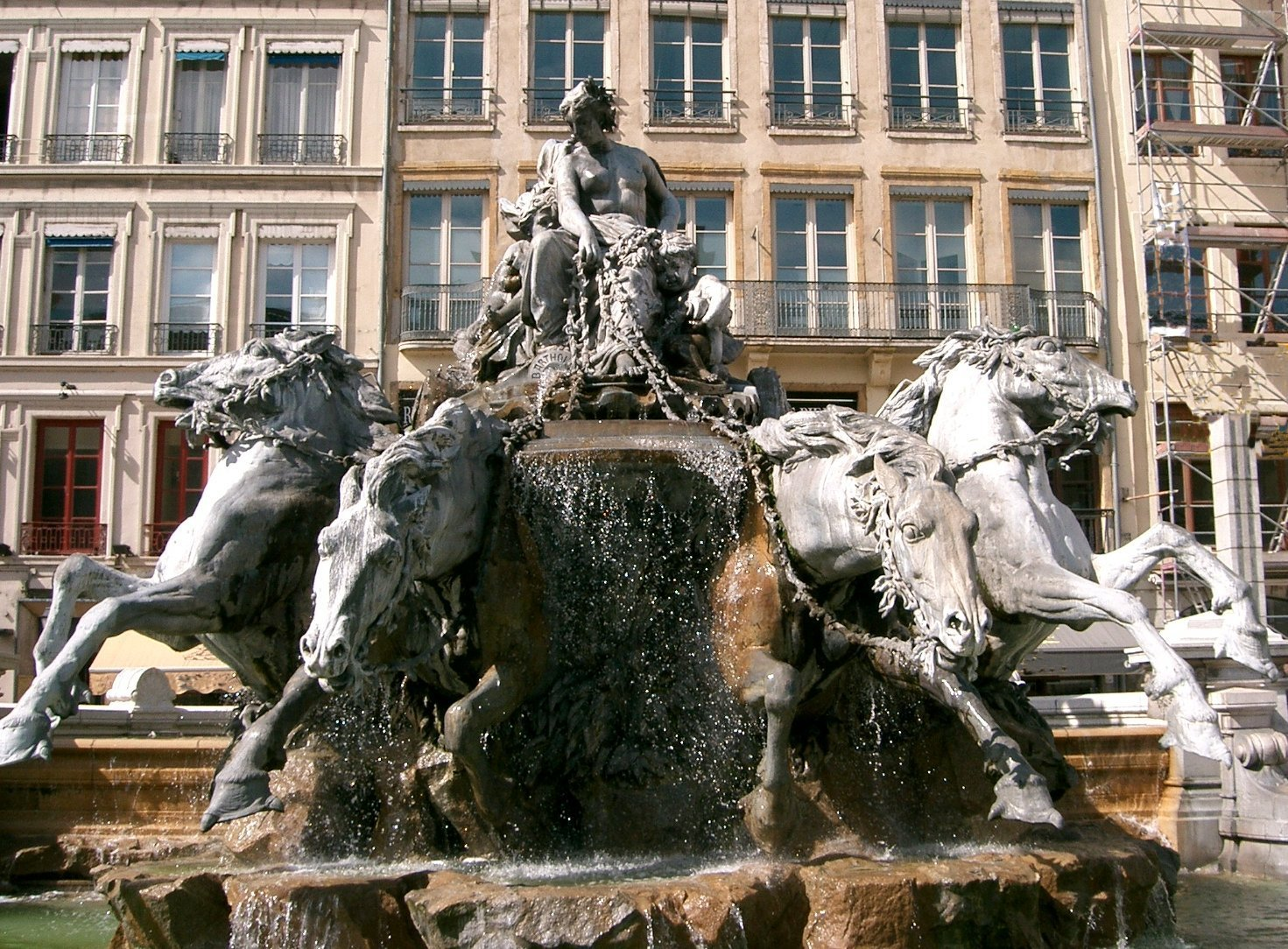
фонтан Бартольді.
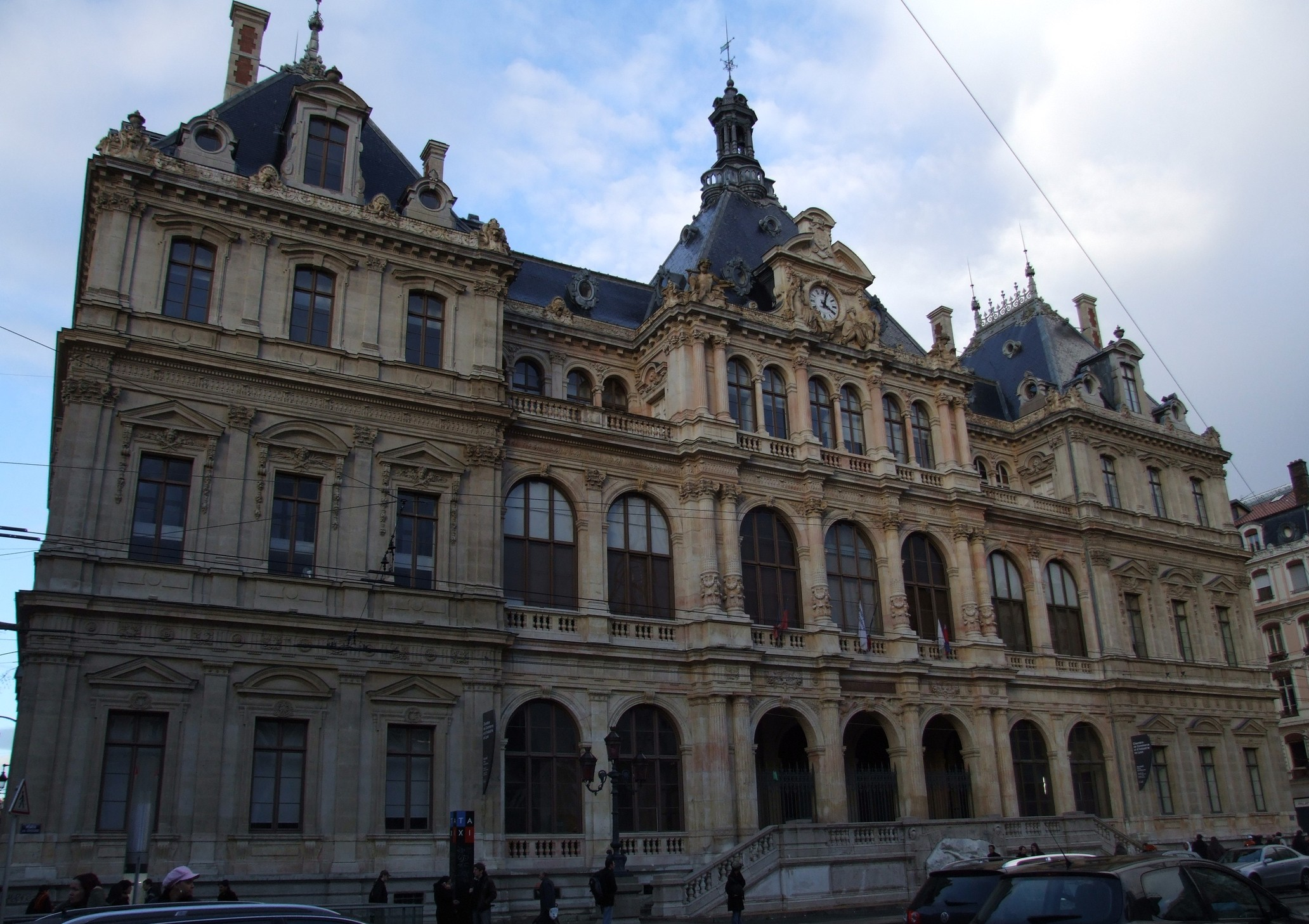
Le Palais de la Bourse.
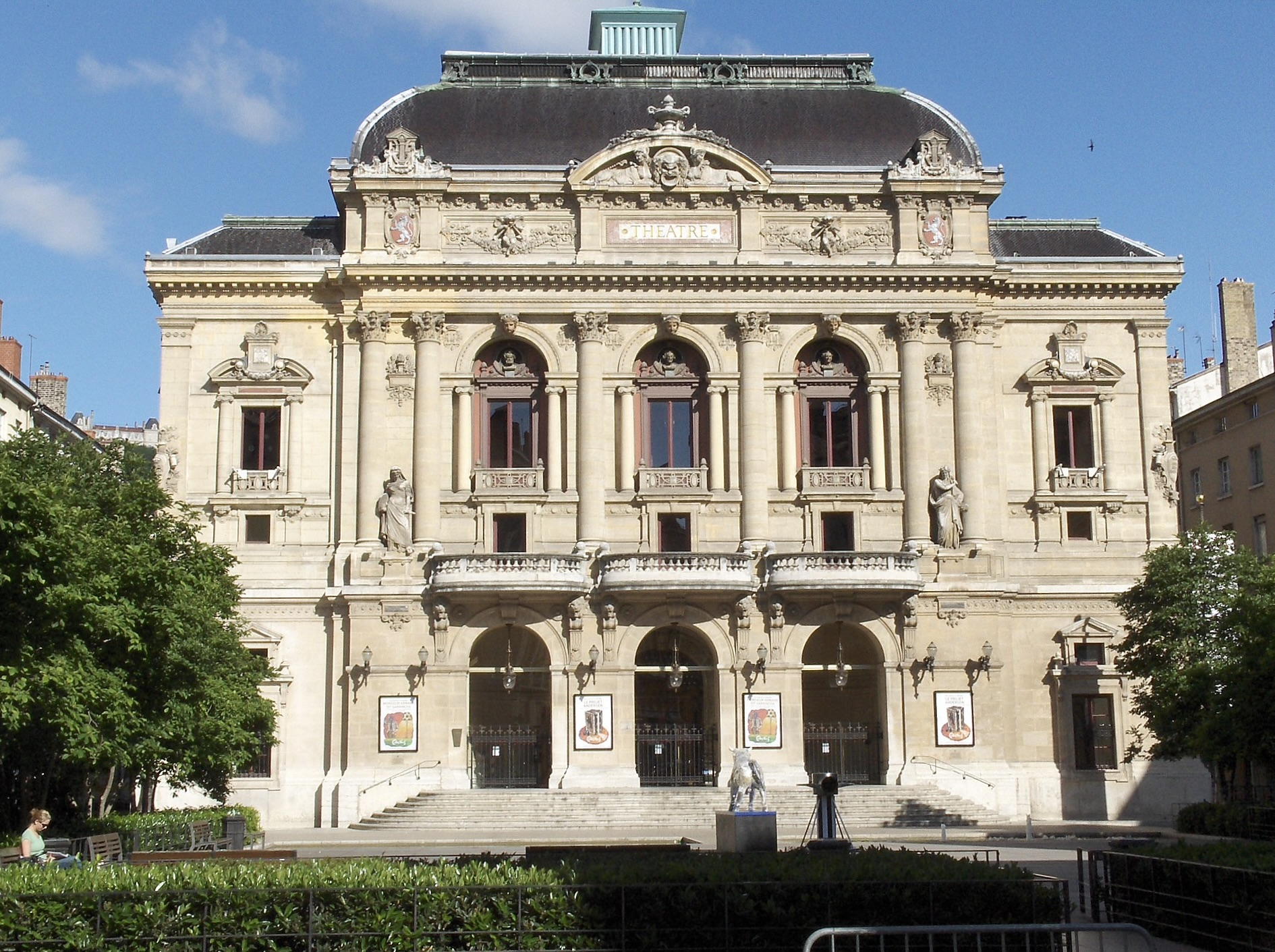
Le théâtre des Célestins.
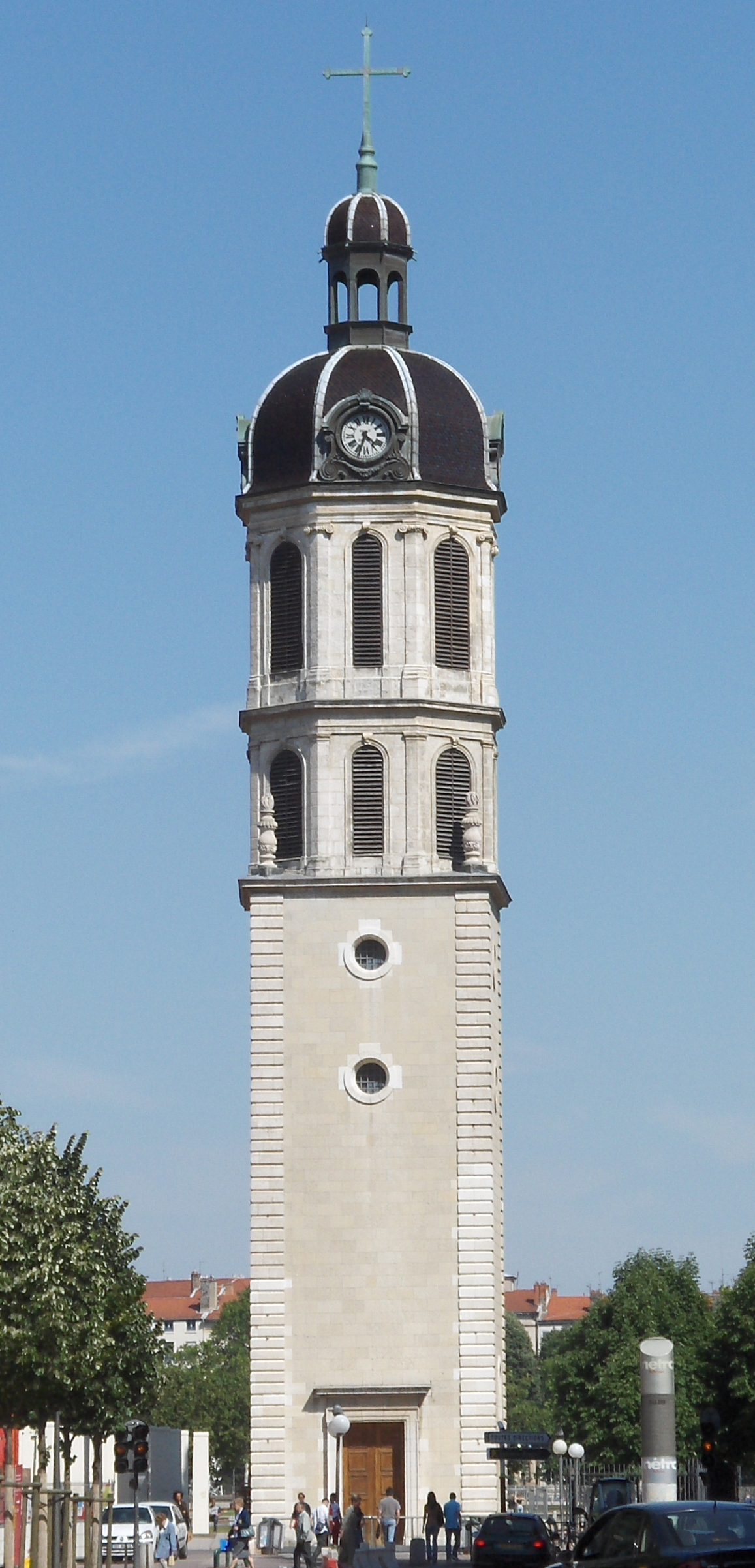
Clocher de la Charité